# Selección femenina de fútbol de Laponia

La selección de fútbol femenino de Laponia es el equipo que representa al pueblo sami, que habita el norte de Noruega, Suecia, Finlandia y Rusia. Laponia no es miembro de la FIFA o la UEFA, sin embargo es miembro de la ConIFA. El equipo salió campeón de la Copa Mundial Femenina Viva 2008, ganando el partido de ida y vuelta de la final por 4-0 y 11-1 (15-1) ante la selección de fútbol femenino de Kurdistán.

## Desempeño en competiciones
| Año                        | Posición                   | PJ                         | G                          | E                          | P                          | GF                         | GC                         |
| Copa Mundial Femenina VIVA | Copa Mundial Femenina VIVA | Copa Mundial Femenina VIVA | Copa Mundial Femenina VIVA | Copa Mundial Femenina VIVA | Copa Mundial Femenina VIVA | Copa Mundial Femenina VIVA | Copa Mundial Femenina VIVA |
| -------------------------- | -------------------------- | -------------------------- | -------------------------- | -------------------------- | -------------------------- | -------------------------- | -------------------------- |
| 2008                       | Campeón                    | 2                          | 2                          | 0                          | 0                          | 15                         | 1                          |
| 2010                       | No participó               | No participó               | No participó               | No participó               | No participó               | No participó               | No participó               |
| Total                      | Mejor: Campeón             | 2                          | 2                          | 0                          | 0                          | 15                         | 1                          |

| Año                         | Posición                    | PJ                          | G                           | E                           | P                           | GF                          | GC                          |
| Copa de la amistad femenina | Copa de la amistad femenina | Copa de la amistad femenina | Copa de la amistad femenina | Copa de la amistad femenina | Copa de la amistad femenina | Copa de la amistad femenina | Copa de la amistad femenina |
| --------------------------- | --------------------------- | --------------------------- | --------------------------- | --------------------------- | --------------------------- | --------------------------- | --------------------------- |
| 2018                        | Campeón                     | 1                           | 1                           | 0                           | 0                           | 4                           | 0                           |
| Total                       | Mejor: Campeón              | 1                           | 1                           | 0                           | 0                           | 4                           | 0                           |

| Año                          | Posición                     | PJ                           | G                            | E                            | P                            | GF                           | GC                           |
| Copa Mundial Femenina ConIFA | Copa Mundial Femenina ConIFA | Copa Mundial Femenina ConIFA | Copa Mundial Femenina ConIFA | Copa Mundial Femenina ConIFA | Copa Mundial Femenina ConIFA | Copa Mundial Femenina ConIFA | Copa Mundial Femenina ConIFA |
| ---------------------------- | ---------------------------- | ---------------------------- | ---------------------------- | ---------------------------- | ---------------------------- | ---------------------------- | ---------------------------- |
| 2022                         | Campeón                      | 2                            | 2                            | 0                            | 0                            | 22                           | 1                            |
| 2024                         | Campeón                      | 5                            | 5                            | 0                            | 0                            | 17                           | 1                            |
| Total                        | Mejor: Campeón               | 7                            | 7                            | 0                            | 0                            | 39                           | 2                            |

## Partidos
| Fecha                   | Competición                                       | Lugar            |         | Rival            | Resultado |
| ----------------------- | ------------------------------------------------- | ---------------- | ------- | ---------------- | --------- |
| 4 de marzo de 1991      | Amistoso                                          | Noruega          | Laponia | Tromsdalen UIL   | 5-0       |
| 27 de junio de 1991     | Amistoso                                          | Åland            | Laponia | Åland            | 5-2       |
| 11 de julio de 1992     | Amistoso                                          | Noruega          | Laponia | Åland            | 2-2       |
| 16 de marzo de 2005     | Amistoso                                          | Noruega          | Laponia | IF Fløya         | 1-6       |
| 19 de marzo de 2005     | Amistoso                                          | Noruega          | Laponia | Asker Fotball    | 2-2       |
| 8 de junio de 2005      | Amistoso                                          | Noruega          | Laponia | Åland            | 5-0       |
| 30 de junio de 2005     | Amistoso                                          | Noruega          | Laponia | Umeå IK          | 1-8       |
| 10 de febrero de 2007   | Amistoso                                          | Noruega          | Laponia | Åland            | 1-1       |
| 10 de julio de 2008     | Copa Mundial Femenina VIVA                        | Noruega          | Laponia | Kurdistán        | 4-0       |
| 13 de julio de 2008     | Copa Mundial Femenina VIVA                        | Noruega          | Laponia | Kurdistán        | 11-1      |
| 14 de julio de 2011     | Amistoso                                          | Suecia           | Laponia | Infjärdens SK    | 4-1       |
| 16 de julio de 2011     | Amistoso                                          | Suecia           | Laponia | Piteå IF         | 1-6       |
| 17 de julio de 2011     | Amistoso                                          | Suecia           | Laponia | Alviks IK        | 1-5       |
| 10 de noviembre de 2018 | Copa de la amistad femenina                       | Chipre del Norte | Laponia | Chipre del Norte | 4-0       |
| 2018                    | Amistoso                                          | Suecia           | Laponia | Occitania        | Cancelado |
| 1 de julio de 2022      | Copa Mundial Femenina de Fútbol de ConIFA de 2022 | India            | Laponia | Tíbet            | 13-1      |
| 3 de julio de 2022      | Copa Mundial Femenina de Fútbol de ConIFA de 2022 | India            | Laponia | Tíbet            | 9-0       |
| 4 de junio de 2024      | Copa mundial femenina de fútbol de conIFA de 2024 | Noruega          | Laponia | País Sículo      | 2-0       |
| 5 de junio de 2024      | Copa mundial femenina de fútbol de conIFA de 2024 | Noruega          | Laponia | Tamil Eelam      | 2-0       |
| 6 de junio de 2024      | Copa mundial femenina de fútbol de conIFA de 2024 | Noruega          | Laponia | País Sículo      | 3-0       |
| 6 de junio de 2024      | Copa mundial femenina de fútbol de conIFA de 2024 | Noruega          | Laponia | Tamil Eelam      | 8-0       |
| 8 de junio de 2024      | Copa mundial femenina de fútbol de conIFA de 2024 | Noruega          | Laponia | Tamil Eelam      | 2-1       |

## Mayores anotadoras
| 9 goles |
| Gry Keskitalo Skulbørstad |
| 3 goles |
| Reidun Nilsen |
| 2 goles |
| Mia Caraina Eira |
| 1 goles |
| Andrea Madsen Ann-Iren Trosten Marlene Hallen Magdalena Esseryd Mia Oscarsson Ragnhild Fosshaug Anna Pekari Therese Berg Johanne Bjørnå Marie Kristine Haugsnes Anne Berit Holmestrand Sigrun Linaker Dybek Emilia Kristensen Sandra Simonsen Kristina Elsie Blind |

## Entrenadores
| Entrenador           | Período   | Partidos | Ganados | Empatados | Perdidos | %     |
| -------------------- | --------- | -------- | ------- | --------- | -------- | ----- |
| Bandera de Noruega   | 1991-1992 | 3        | 2       | 1         | 0        | 66.66 |
| Isak Ole Hætta       | 2005-2007 | 5        | 1       | 2         | 2        | 20    |
| Frank Steve Lindseth | 2008      | 2        | 2       | 0         | 0        | 100   |
| Liv Eli Holmestrand  | 2011      | 3        | 1       | 0         | 2        | 33.33 |
| Elin Nicolaisen      | 2018-     | 3        | 3       | 0         | 0        | 100   |
| Total                | Total     | 16       | 9       | 3         | 4        | 56.25 |